# Лацков
Лацков (слч. Lackov) насељено је мјесто са административним статусом сеоске општине (слч. obec) у округу Крупина, у Банскобистричком крају, Словачка Република.

## Становништво
| Година:    | 1994. | 2004.    | 2014.    | 2024. |
| ---------- | ----- | -------- | -------- | ----- |
| Број људи: | 142   | 118      | 100      | 83    |
| Разлика:   |       | -16,90 % | -15,25 % | -17 % |

| Година:    | 2023. | 2024.   |
| ---------- | ----- | ------- |
| Број људи: | 88    | 83      |
| Разлика:   |       | -5,68 % |

Према подацима о броју становника из 2024. године насеље је имало 83 становника.